# Соломония Сабурова
Преподобна София Суздалска, известна още като княгиня Соломония Юриевна Сабурова (ок. 1490 – 1542), е руска светица и велика московска княгиня, съпруга на московския княз Василий III.

## Произход и живот
Соломония е потомка на татарски хански род. Баща ѝ е Юрий Константинович Сабуров, благородник, който е издигнат в ранг боляр след омъжването на Соломония за великия княз. Рано губи майка си и е отгледана от леля си Евдокия Ивановна (сестра на баща ѝ). Отличава се с доброта и набожност.
Соломония е избрана за съпруга на Василий III измежду 1500 благороднички, поканени за целта в двора. На 4 септември 1505 г. Соломония и Василий са венчани от митрополит Симон в Успенския събор в Москва в присъствието на бащата на младоженеца Иван III.
След двадесет години бездетен брак Василий, получавайки подкрепата на митрополит Данаил и болярите, решава да се разведе със Соломония. Против развода се обявяват митрополит Варлаам Московски, Василий Патрикиев и преподобния Максим Грек. През ноември 1525 г. бракът между Василий и Соломония е разтрогнат. На 25 ноември 1525 г. Соломония е отведена в Московския Рождественски манастир, където е принудена да се замонаши под името София. Подобен развод с насилствено замонашване на бившата съпруга на владетеля се оказва безпрецедентен за руската история и служи за пример при разводите на следващите руски владетели от Рюриковата и Романова династии. Разводът на Василий е посрещнат с голямо обществено неодобрение.
Малко по-късно София е преместена в Покровския манастир в Суздал. Някои историци смятат, че по време на регентството на втората съпруга на Василий III, Елена Глинска, София е отведена в Каргопол, а след това отново е върната в Суздал. След 17 години праведен монашески живот София умира на 14 август 1542 г. в Суздалския манастир.

## Канонизация
След смъртта на бившата княгиня бързо се разнася мълвата за нейната святост. В посланията си към Иван Грозни, княз Андрей Крубский я нарича преподобна мъченица. При цар Фьодор, сина на Иван Грозни, София вече била почитана като светица.
Според преданията, на гроба ѝ в Суздал се извършвали чудотворни изцеления, а през 1609 г. по време на нашествието на поляците София спасила Суздал от разорение, като се явила в ужасяващ вид пред командира на полския отряд, пратен срещу града. От страх ръката на командира се парализирала и той дал клетва, че ще пощади града и манастира.
През 1650 г. патриарх Йосиф разрешава на суздалския архиепископ да почита София като светица. В средата на XVIII в. е повдигнат и въпросът за канонизацията ѝ. Нейната икона, нарисувана още през XVII в., се съхранява в Покровския манастир. През 1916 г. с решение на Светия синод на Руската православна църква името на София Суздалска е внесено в църковния календар. Със специален указ на патриарх Пимен през 1986 г. Руската православна църква започва официално да почита паметта на преподобна София Суздалска.
Мощите на княгинята се съхраняват в Суздалския Покровски манастир.